# Miniatur Wunderland

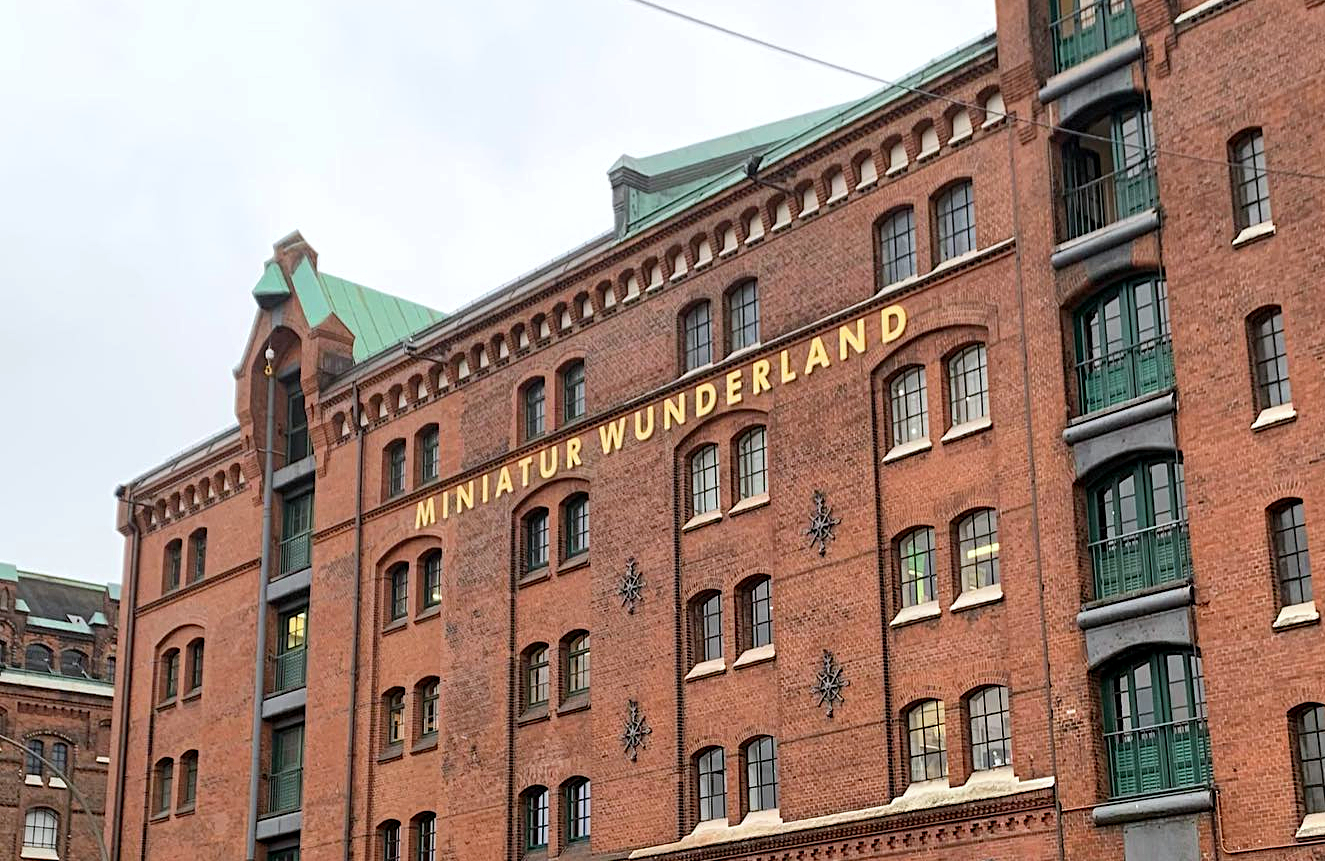
Edificio principale del Miniatur Wunderland

Il Miniatur Wunderland (MiWuLa; letteralmente: "terra delle meraviglie in miniatura") è il plastico (con treni, navi e aerei) in scala H0 più grande del mondo.
Collocato nella parte centrale di Amburgo, nella zona di Speicherstadt (la "città dei magazzini", vicino al porto), è un'attrazione che accoglie centinaia di migliaia di visitatori ogni anno. È composto da ricostruzioni realistiche di alcuni suggestivi angoli dell'Europa e di altri luoghi del mondo. In continua evoluzione, costruito a moduli, ospita una ferrovia in miniatura in scala H0, con una ricostruzione dei paesaggi scandinavi con acqua vera e navi telecomandate, una rappresentazione del Grand Canyon e delle Montagne Rocciose negli USA, una ricostruzione dei paesaggi alpini e della Svizzera, una città immaginaria chiamata Knuffingen, una ricostruzione di alcune città italiane, nonché una ricostruzione della città di Amburgo e di alcuni luoghi della Germania.

## Panoramica delle diverse sezioni

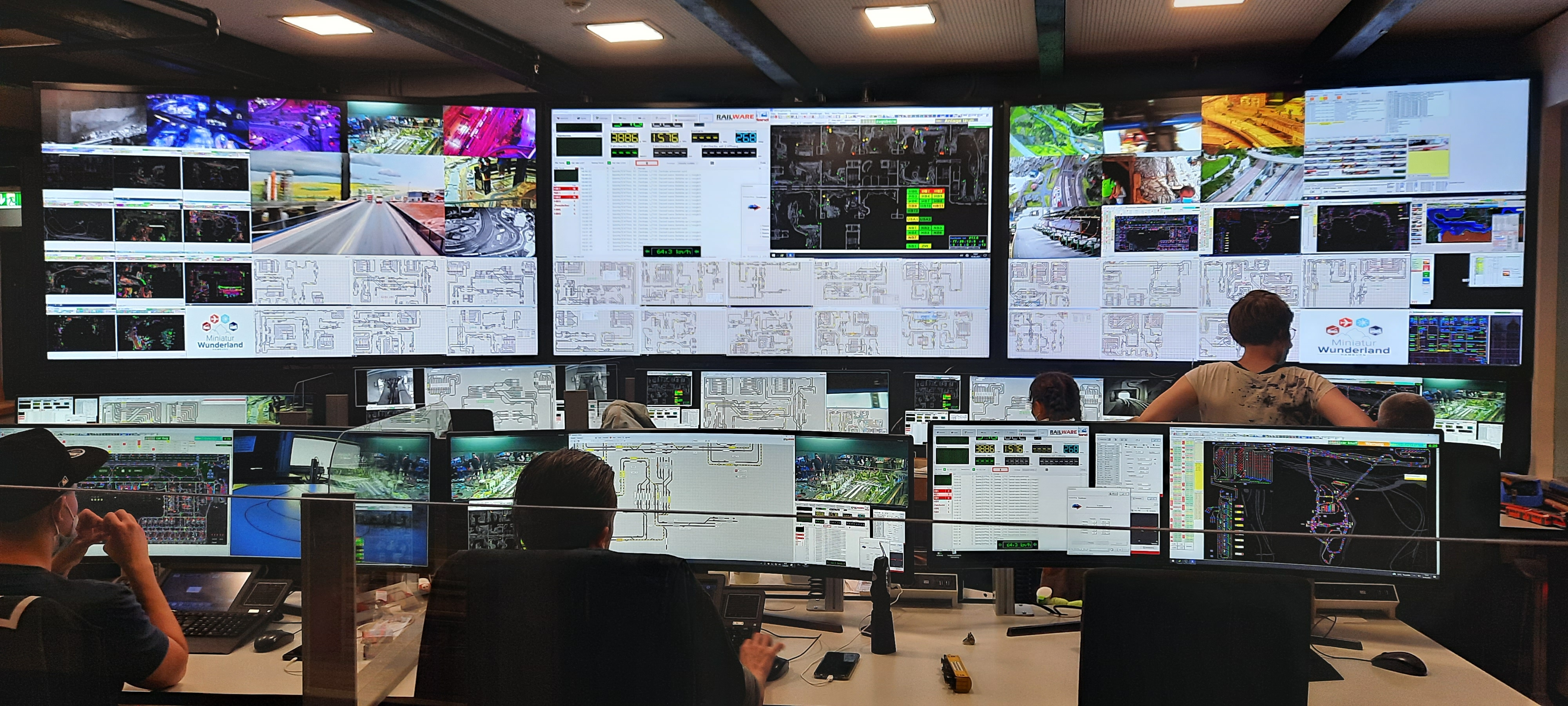
Sala di controllo

| Sezione | Nome                                                            | Date di completamento | Superficie |
| ------- | --------------------------------------------------------------- | --------------------- | ---------- |
| 1       | Germania centrale / Harz                                        | agosto 2001           | 120 m2     |
| 2       | Knuffingen (città immaginaria)                                  | agosto 2001           | 120 m2     |
| 3       | Austria                                                         | agosto 2001           | 60 m2      |
| 4       | Amburgo                                                         | novembre 2002         | 200 m2     |
| 5       | Stati Uniti                                                     | dicembre 2003         | 100 m2     |
| 6       | Scandinavia                                                     | luglio 2005           | 300 m2     |
| 7       | Svizzera                                                        | novembre 2007         | 250 m2     |
| 8       | Aeroporto di Knuffingen                                         | maggio 2011           | c. 150 m2  |
| 4a      | HafenCity e Elbphilharmonie (all'interno della sezione Amburgo) | novembre 2013         | 9 m2       |
| 9       | Italia                                                          | settembre 2016        | c. 190 m2  |
| 9a      | Venezia (all'interno della sezione Italia)                      | febbraio 2018         | c. 9 m2    |
| 1a      | Kirmes (all'interno della sezione Germania centrale / Harz)     | giugno 2020           | c. 9 m2    |
| 10      | Monaco / Provenza                                               | 2022 (in costruzione) | c. 63 m2   |
| 11      | America del Sud                                                 | dicembre 2021         | c. 220 m2  |
| 12      | Il Mondo dall'alto                                              | dicembre 2021         | c. 10 m2   |
| 13      | America centrale e Caraibi                                      | 2024 (pianificata)    | c. 150 m2  |
| 14      | Asia                                                            | 2026/27               | c. 150 m2  |

## Curiosità
- La Miniatur Wunderland ha onorato l'attore italiano Bud Spencer (molto amato in Germania) con una targa commemorativa con il volto dell'attore e la scritta «Grazie Carlo» nella sezione dedicata a Roma.[2]